# 671

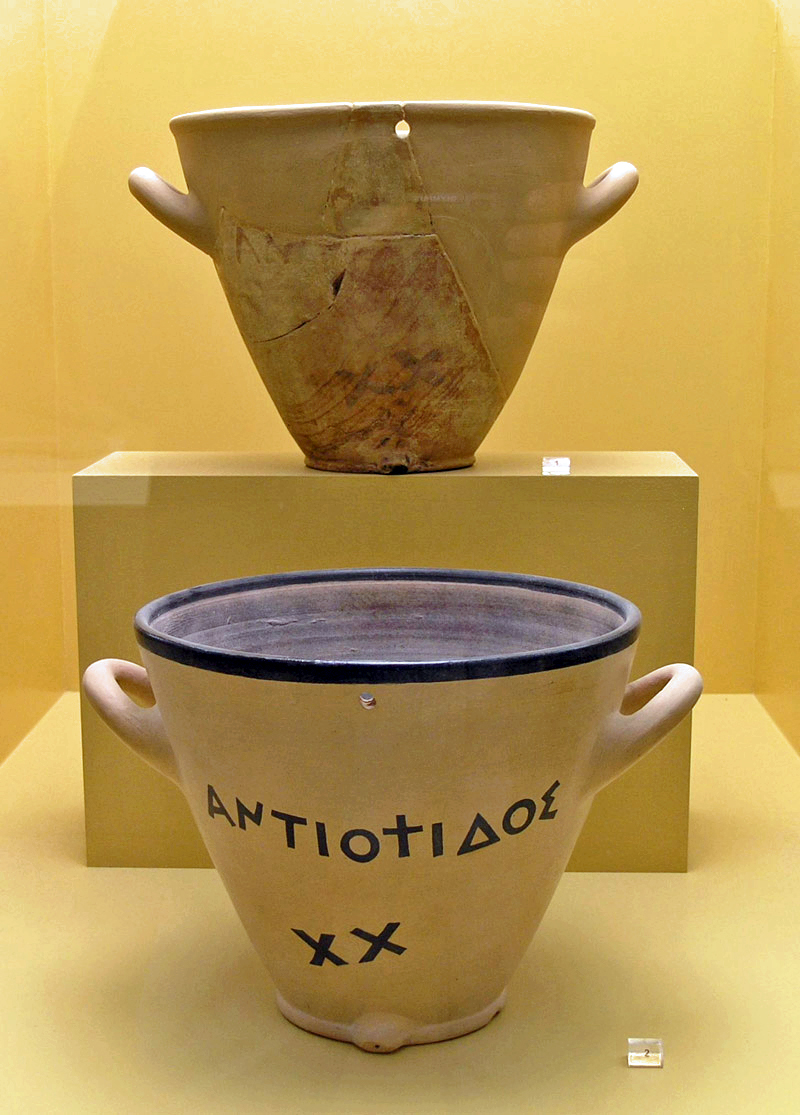
Griekse waterklok (clepsydra) in Athene

Het jaar 671 is het 71e jaar in de 7e eeuw volgens de christelijke jaartelling.

## Gebeurtenissen

### Europa
- Koning Grimoald I overlijdt en wordt opgevolgd door zijn zoon Garibald. Hij wordt na een regeerperiode van slechts 3 maanden afgezet door zijn oom Pertarit. Deze keert terug uit ballingschap en bestijgt met steun van de Longobardische adel weer de troon. Tijdens zijn bewind maakt Pertarit het christendom tot officiële staatsgodsdienst.

### Azië
- Keizer Tenji introduceert de waterklok (clepsydra) in Japan. Het instrument kan door middel van stromend water de tijd meten. (waarschijnlijke datum)
- Srivijaya ("Glorieuze Overwinning"), een boeddhistisch koninkrijk op Sumatra (huidige Palembang, Indonesië) wordt voor het eerst vermeld.

## Religie
- Basinus wordt gewijd tot bisschop van Trier. Zijn voorganger Hildulf neemt ontslag en besluit heremiet te worden bij de benedictijnen.

## Overleden
- Grimoald I, koning van de Longobarden